# Паннонский лимес

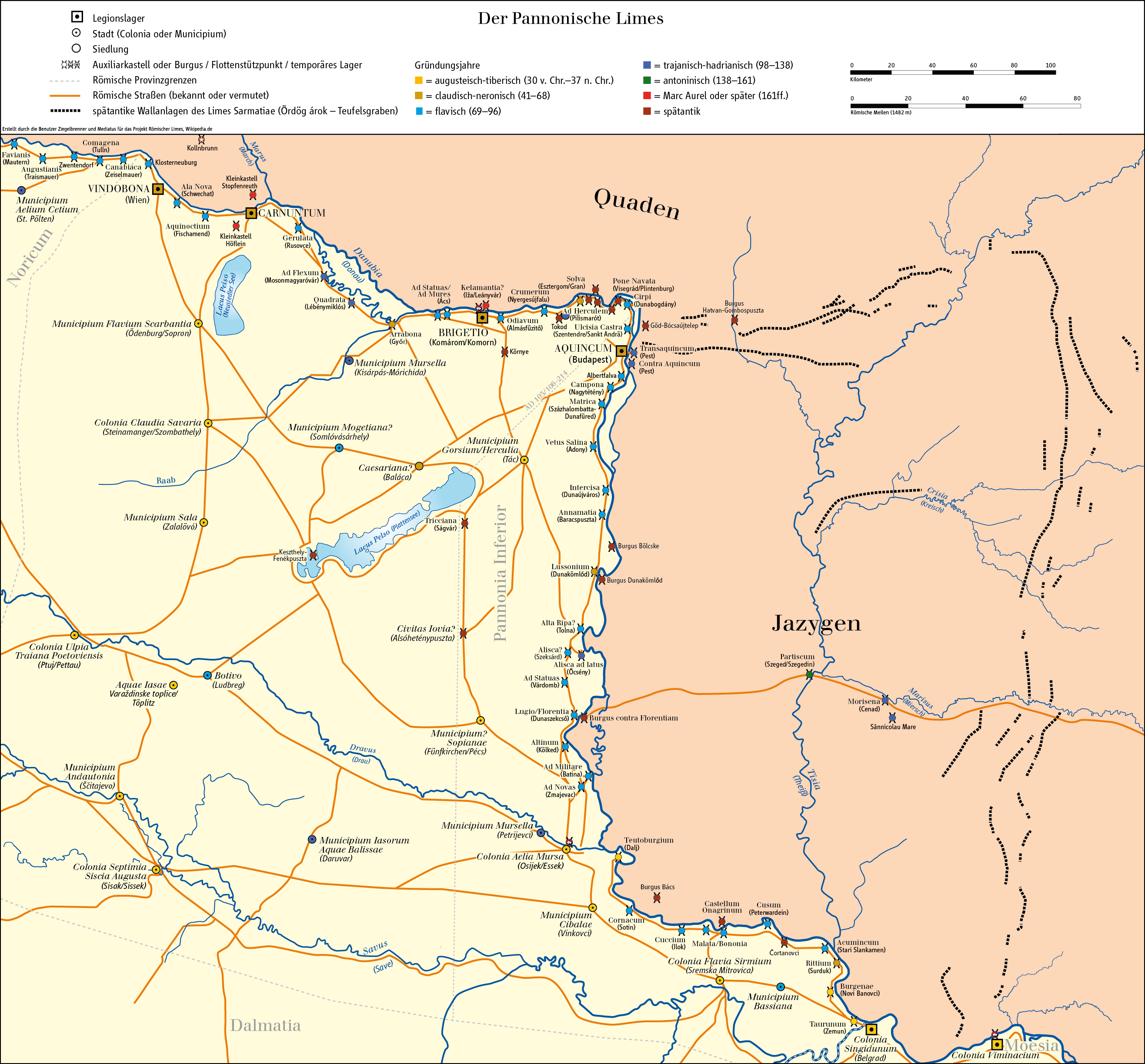
Лимес в Паннонии

Изменения границ Паннонии и расположение лагерей легионов, колоний и Янтарного пути между I и IV веками

Цепь крепостей

Паннонский лимес (лат. Limes Pannonicus, нем. Pannonischer Limes) ― часть древнего римского укреплённого рубежа, известного как Дунайский лимес, который простирался примерно на 420 км от римского лагеря Клостернойбург в Венском бассейне в Австрии до города Сингидунум в современной Сербии. Гарнизоны этих лагерей охраняли Паннонские провинции от нападений с севера со времён императора Октавиана Августа (31 год до н. э. ― 14 год н. э.) до начала V века.
Дунайский лимес был одним из самых неспокойных регионов Европейской части Римской империи. За более чем 400 лет римского правления, Паннония стала одной из самых важных провинций страны, особенно после оставления Римской Дакии в 271 году н. э. по причине усиливавшегося давления со стороны варваров во время Великого переселения народов. Лимес также оказывал большое влияние на экономическую и культурную жизнь населения, поскольку её тыл был одним из главных районов поставки продовольствия для пограничных войск, а присутствие тех, в свою очередь, позволяло быстро романизировать провинцию.
Подавляющее большинство войск гарнизона были размещены в военных лагерях (castra), небольших фортификационных сооружениях (castella), дозорных вышках, башнях (burgi) и на укреплённых плацдармах, находившихся на равных расстояниях друг от друга по течению реки. В случае крупного нападения этим отрядам приходили на помощь легионы, которые были расквартированы в четырёх главных военных городках. Продвигаясь дальше по Дунаю, войска Римской империи вступали во множество стычек с задунайскими варварами, германцами и сарматами, а также прочими мигрирующими племенами. Стена перестала играть свою роль в V веке вместе с падением Римской империи на западе.